# Kerstin Stjärne
Marta Kerstin Gunilla Stjärne, född 9 juni 1935 i Skånes-Fagerhult, död där 25 november 2021, var en [[Sverige|svensk författare och kulturjournalist.

## Biografi
Stjärne studerade vid Lunds universitet och blev fil. mag. 1961, varefter hon gick på lärarhögskola 1962–1963. Hon undervisade vid litteraturvetenskapliga institutionen vid Lunds universitet 1966–1972 och 1977–1979. Stjärne var litteraturkritiker vid Kvällsposten 1966–1971 och vid Expressen 1971–1975 samt skrev som frilans för Arbetet, Dagens Nyheter och TCO-tidningen. Hon var medlem av redaktionen för radioprogrammet OBS! Kulturkvarten 1974.  Stjärne var särskilt inriktad på barn- och ungdomskultur.